# Vereeniging
Vereeniging è una città del Sudafrica, nella provincia del Gauteng. È la sede amministrativa e legislativa della municipalità distrettuale di Sedibeng.

Ha una popolazione di 473.975 persone. Fu la sede del trattato di pace stipulato tra Inglesi e Boeri del 31 maggio 1902 per porre fine alla seconda guerra boera.